# Trīsciems
Trīsciems est un voisinage du district du Nord  à Riga en Lettonie.

## Géographie
Le quartier de Trīsciems est situé dans la partie nord de Riga, sur la côte nord-ouest du Lac Ķīšezers. 
Le quartier est bordé par les quartiers de Jaunciems, Mīlgrāvis, Vecmīlgrāvis, Vecdaugava et Vecāķi.
La superficie de Trīsciems est de 11,319 km2 soit environ le double de la superficie moyenne des quartiers de Riga. 
Spatialement, ce quartier est assez facilement identifiable, car il est délimité au nord-ouest, à l'ouest et au sud-ouest par la ligne ferroviaire Riga-Saulkrasti, au nord-est et à l'est par les massifs forestiers à la frontière de la ville, et par le lac Ķīšezers au sud et au sud-est.

## Transports
- Bus: 	 11, 29